# 桂枝加芍薬湯

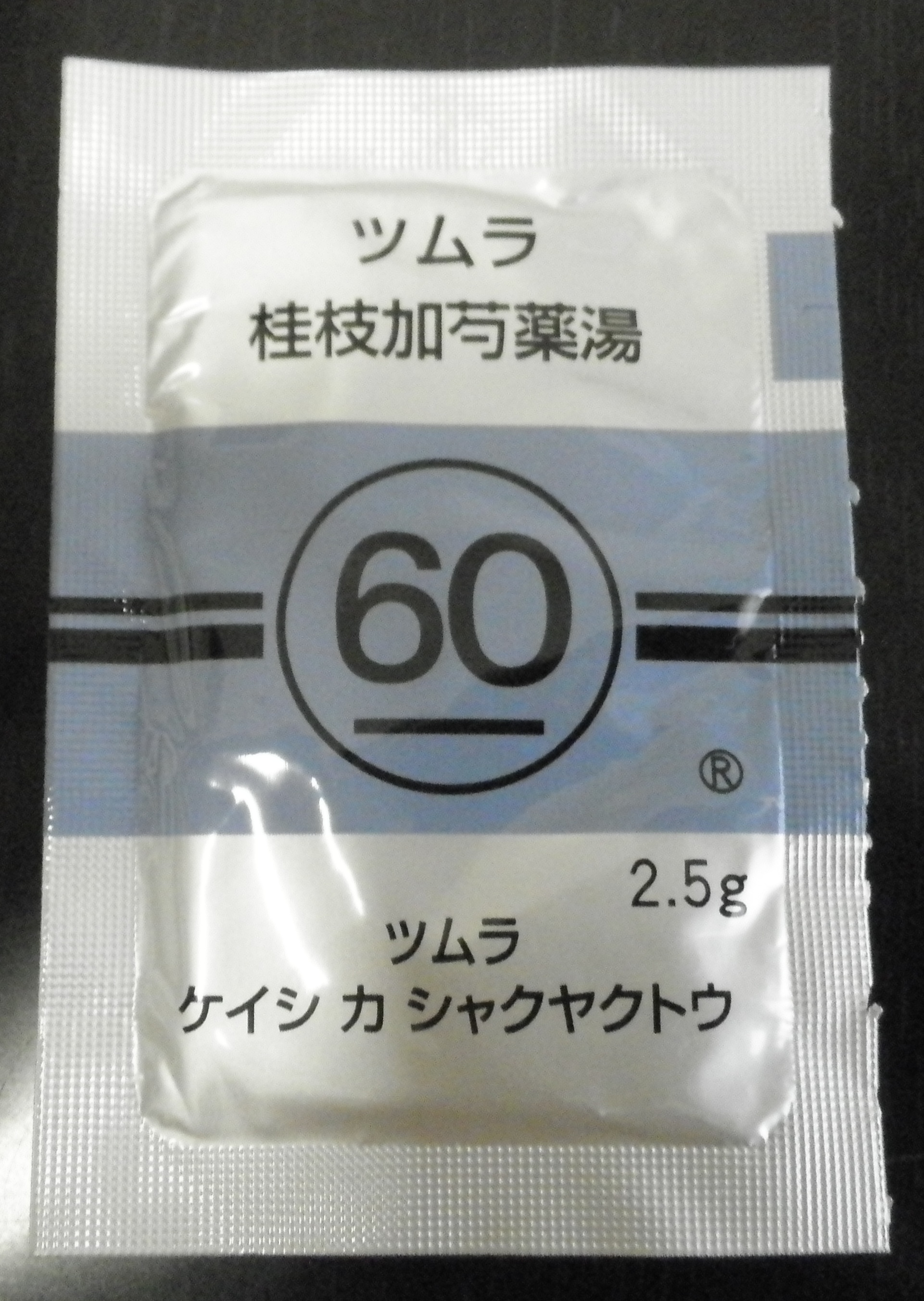
ツムラ桂枝加芍薬湯エキス顆粒（医療用）

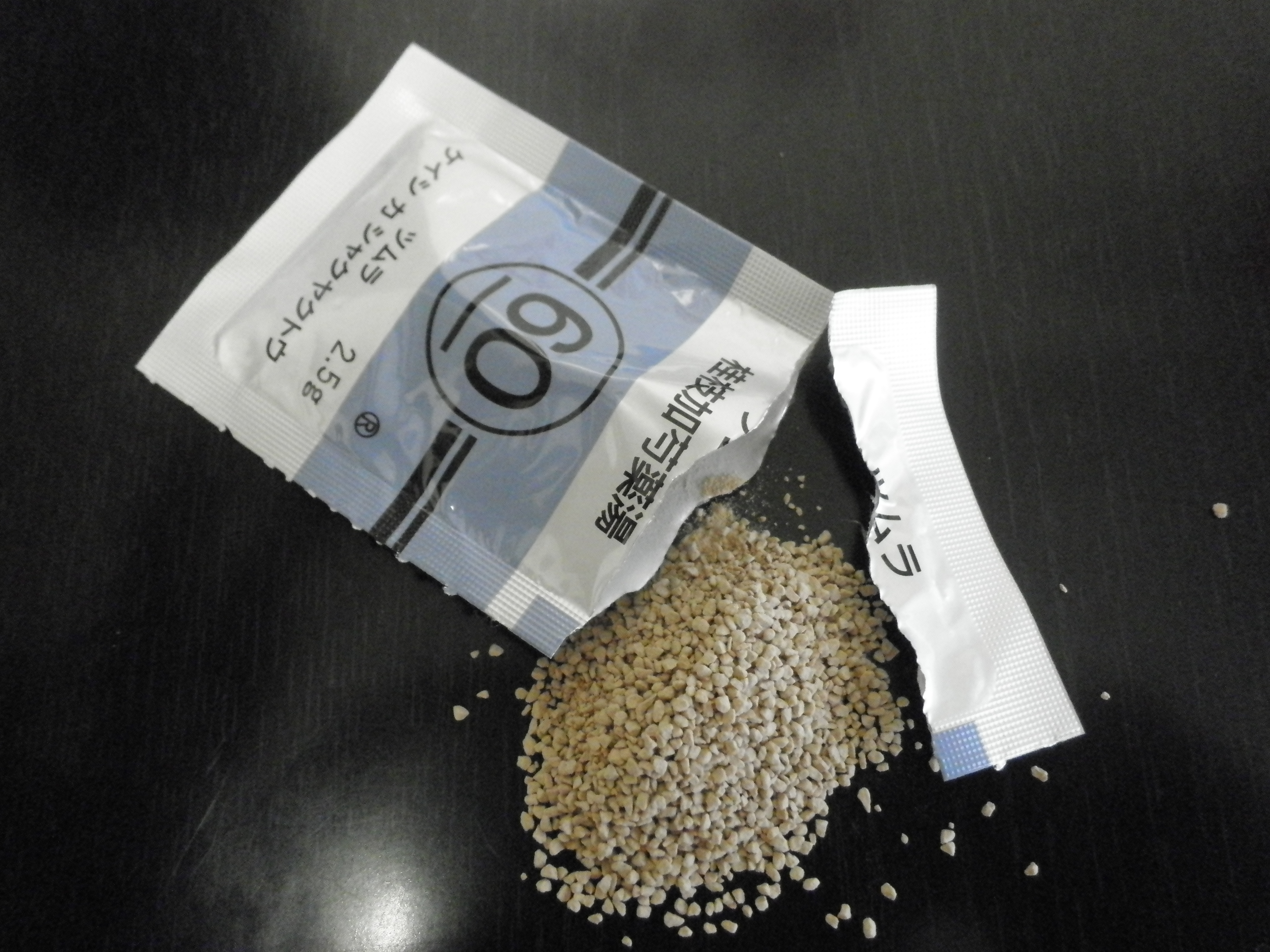
ツムラ桂枝加芍薬湯エキス顆粒（医療用）を開封し顆粒を示したところ

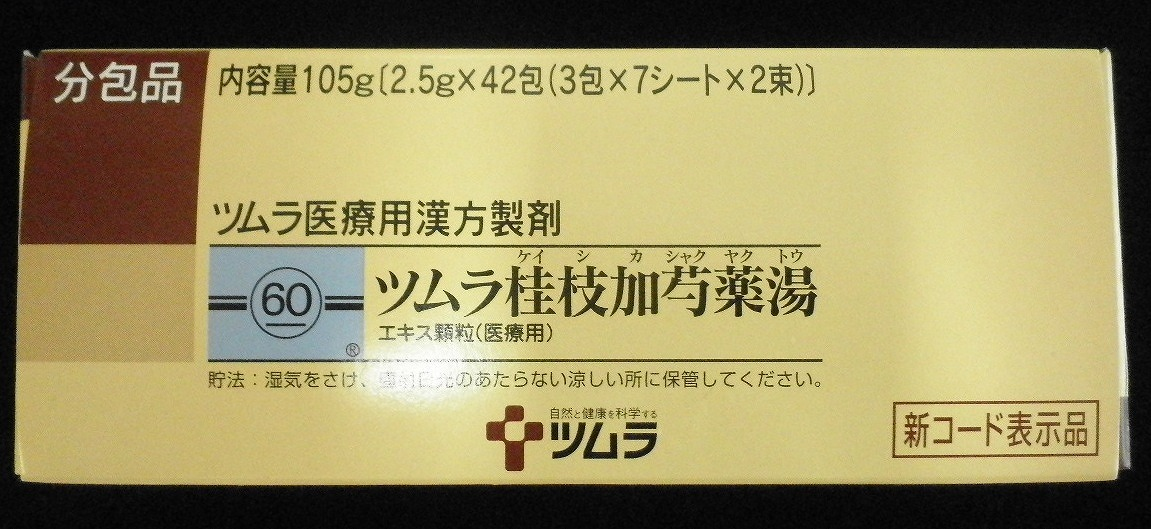
ツムラ桂枝加芍薬湯エキス顆粒（医療用）42包入りの箱

桂枝加芍薬湯（けいしかしゃくやくとう）とは、漢方方剤の一種。出典は「傷寒論」。

## 概要
桂枝湯と用いる生薬は同じであるが、芍薬の量を増やして鎮痛作用を強化したものである。

### 保険適用エキス剤の効能・効果
腹部膨満感のあるしぶり腹、腹痛。

## 組成
芍薬（しゃくやく）6.0g、桂皮（けいひ）4.0g、大棗（たいそう）3.0g、甘草（かんぞう）2.0g、生姜（しょうきょう）1.0g

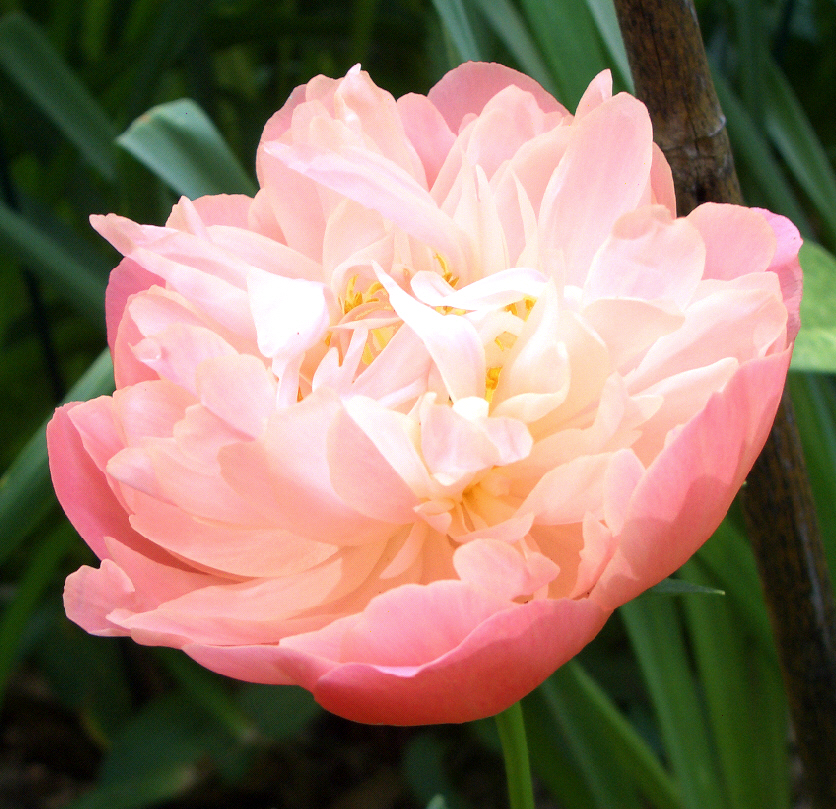
芍薬
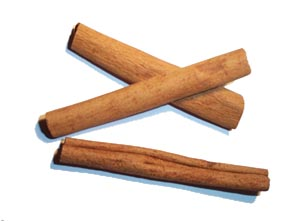
桂皮
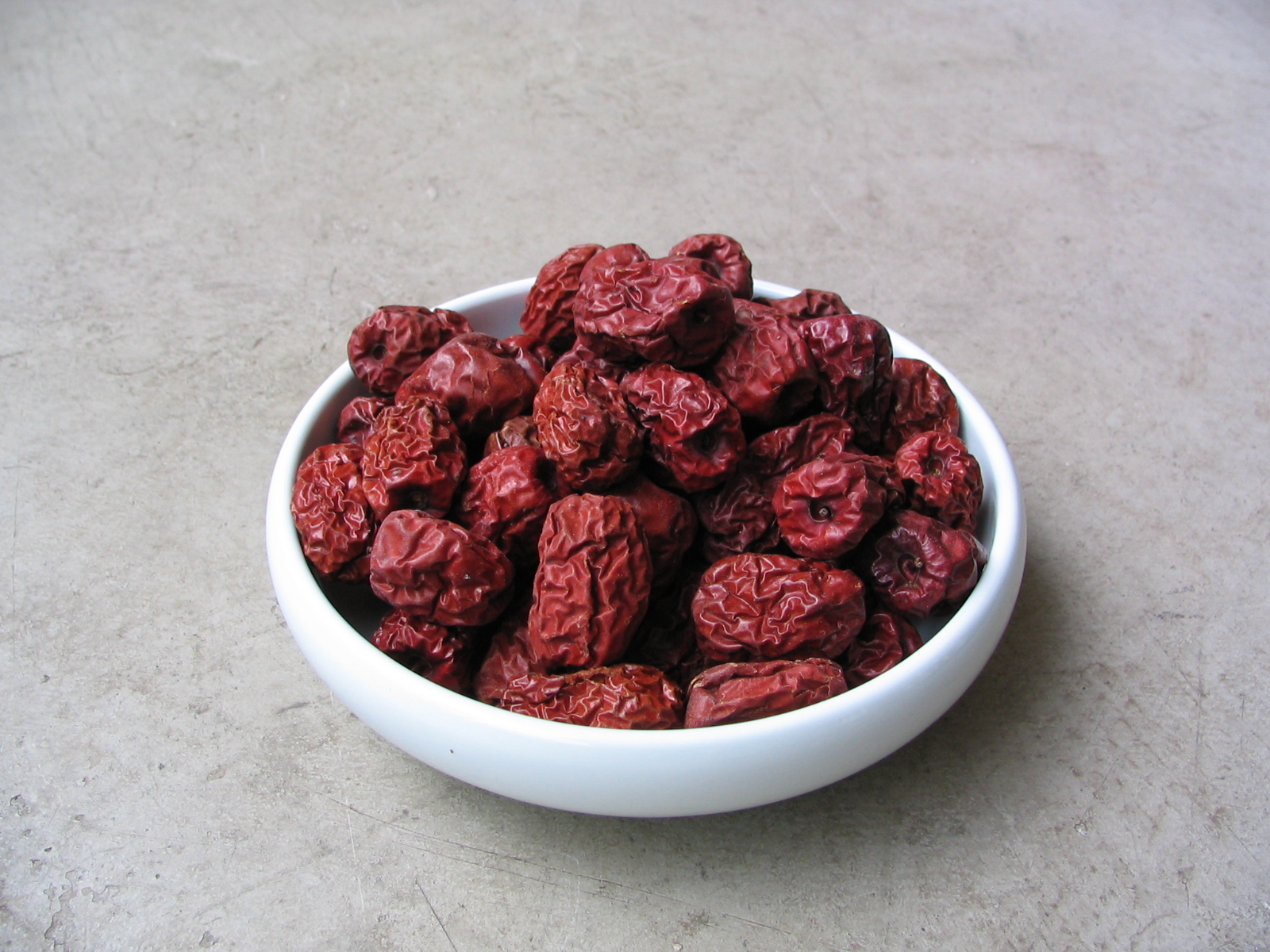
大棗
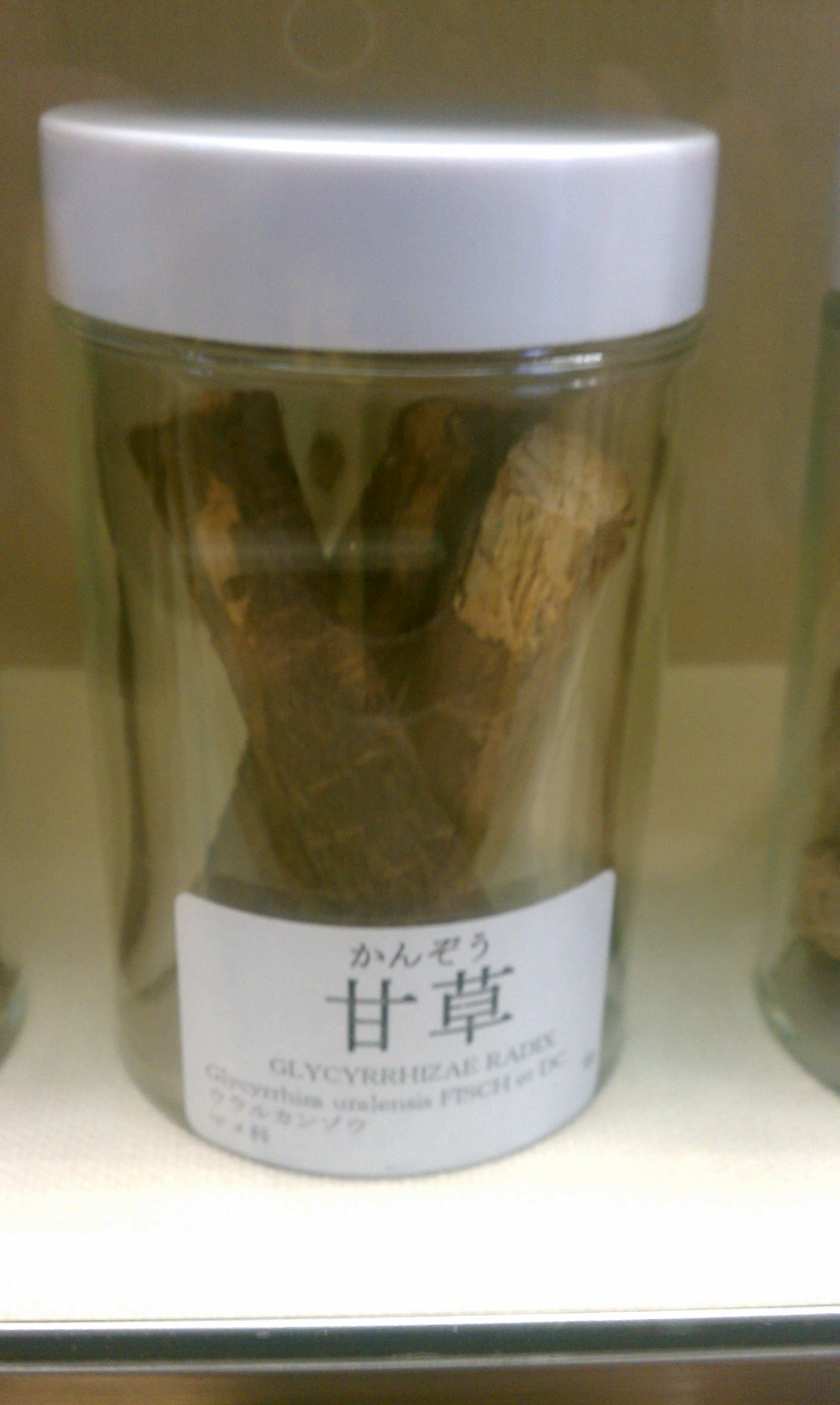
甘草
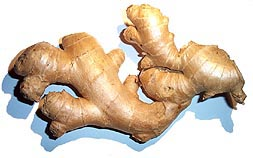
生姜

## 副作用
偽アルドステロン症、ミオパシー、発疹、発赤、そう痒等。

## 製薬会社
- 小太郎漢方製薬[6]
- 東洋薬行[7]
- ツムラ[8]
- 本草製薬[9]
- 康和薬通[10]
- 大杉製薬[11]
- 帝國漢方製薬[12]
- クラシエホールディングス[13]
- ジェーピーエス製薬株式会社[14]